# Selidosema depuncta
Selidosema depuncta là một loài bướm đêm trong họ Geometridae.